# 步鑫生
步鑫生（1934年1月—2015年6月6日），浙江省海鹽縣人，中華人民共和國改革開放初期著名企業家，中國人民政治協商會議第六屆全國委員會增補委員。其率領企業改革創新的舉措曾受到廣泛肯定與推廣，後因經營危機離開商界。據統計，步鑫生的名字在《人民日報》上的出現頻次僅次於雷鋒。